# Sieglitzer Berg

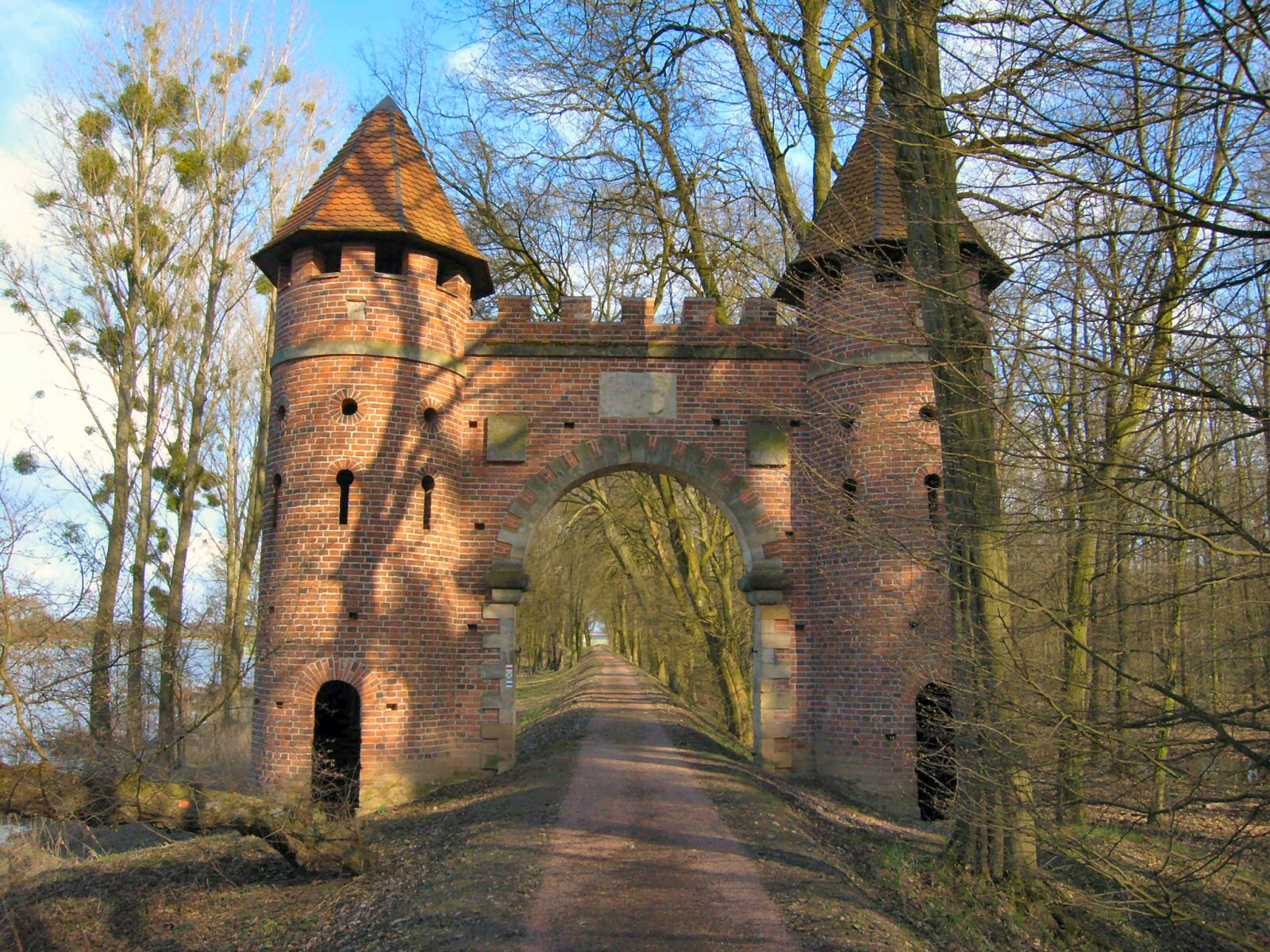
Neogotycka brama w parku Sieglitzer Berg

Sieglitzer Berg – park leśny na stokach wzgórza w zakolu Łaby na zachód od Vockerode. Położony na terenie ogrodów Dessau-Wörlitz (niem. Dessau-Wörlitzer Gartenreich) – kompleksu ogrodów i parków w stylu angielskim, powstałych w drugiej połowie XVIII w. na zlecenie księcia Anhalt-Dessau Leopolda III Friedricha Franza (1740–1817), które w 2000 zostały wpisane na listę dziedzictwa kulturowego UNESCO.

## Opis
Park leśny o powierzchni 25,1 ha na stokach wzgórza w zakolu Łaby na zachód od Vockerode. Powstały po 1777 na zlecenie księcia Anhalt-Dessau Leopolda III Friedricha Franza. Projekt parku przypisuje się nadwornemu ogrodnikowi księcia Johannowi Friedrichowi Eyserbeckowi. Wejścia do parku stanowią bramy w stylu historycznym.
Na terenie parku znajdował się niewielki dom w stylu klasycystycznym tzw. Solitude zbudowany według projektu Friedricha Wilhelma von Erdmannsdorffa, gdzie książę prowadził negocjacje dyplomatyczne. Solitude została wzniesiona na wzór maison caree w Nîmes. Mieściła się tu łaźnia, do której ciepłą wodę doprowadzano wodociągiem z położonego nieopodal budynku kuchni. Kuchnia powstała zbudowana w latach 1777–1784 przez von Erdmannsdorffa jako budynek gospodarczy w formie antycznej ruiny.